# Vallis Rheita

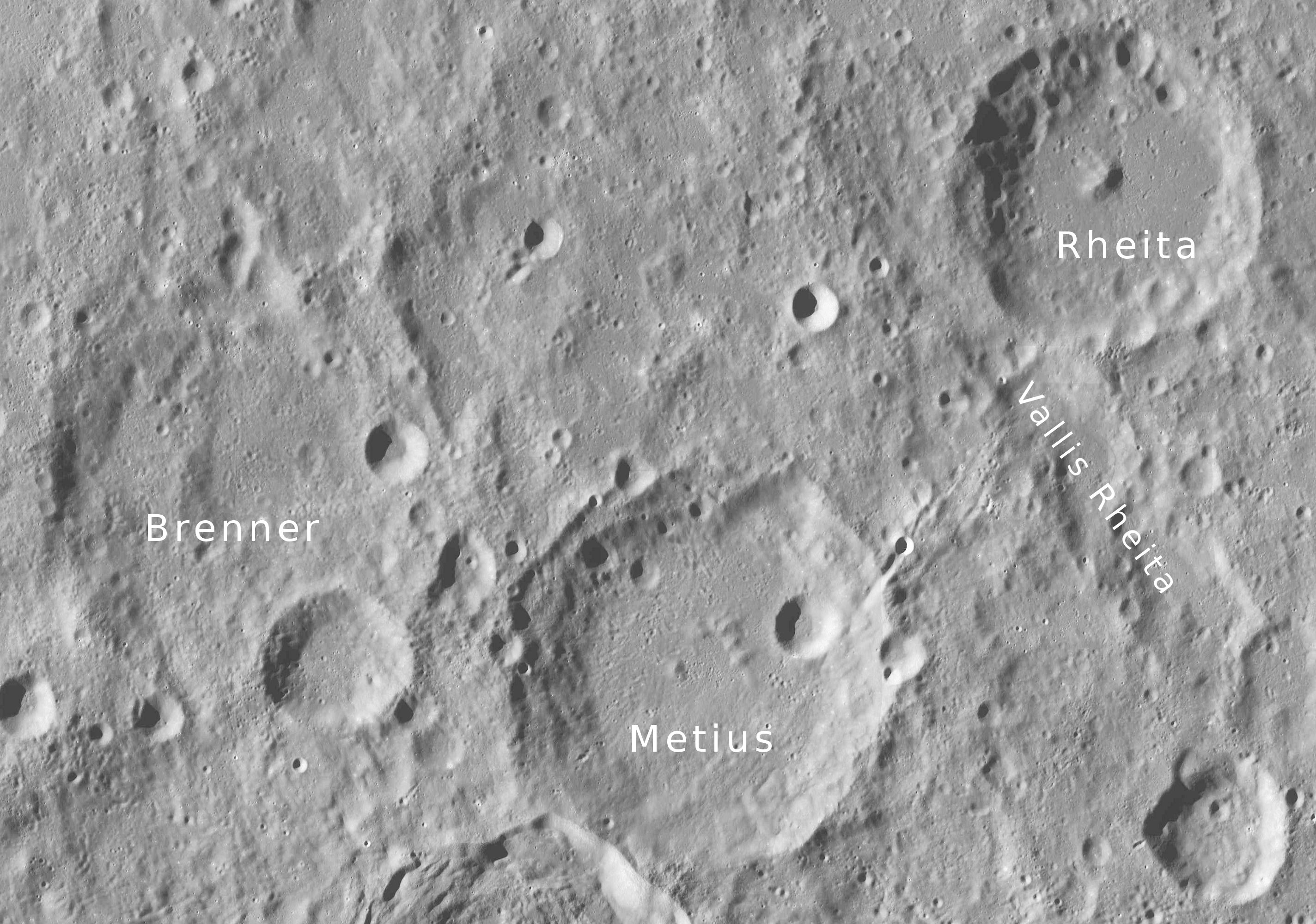
Vallis Rheita met de kraters Rheita, Brenner en Metius

Vallis Rheita is een vallei op de Maan. De vallei werd in 1961 genoemd naar de nabijgelegen krater Rheita

## Beschrijving
Vallis Rheita heeft een maximale breedte van ongeveer 30 km, maar vernauwt tot 10 km in het zuidoosten. Vallis Rheita is geërodeerd door een reeks inslagen en langs de hele lengte van deze vallei liggen verschillende opmerkelijke kraters. Het is de op een na langste vallei aan de voorkant van de maan, enkel overtroffen door Vallis Snellius.

## Locatie
De rechtlijnige vallei heeft een lengte van 445 km en bevindt zich in het zuidoostelijk deel van de naar de Aarde toe gerichte zijde van de Maan. De vallei lijkt een gemeenschappelijke oorsprong te hebben met Vallis Snellius in het noordoosten, omdat beiden radiaal georiënteerd zijn op Mare Nectaris.
Nabij het noordwestelijke uiteinde bevindt zich de krater Rheita, waarnaar deze vallei is genoemd. Verder naar het zuidoosten ligt de krater Young, bijna centraal in de vallei. Naast Young ligt Young D, ook aan de andere kant van de vallei, maar minder vervormd door de kloof. Verder naar het zuidoosten liggen de kraters Mallet en Reimarus, de laatste gelegen nabij het moeilijk te onderscheiden eindpunt. De satellietkrater Mallet D, naast Mallet, ligt ook in een deel van de vallei.

## Kleurverschijnsel in Vallis Rheita
De Britse maanwaarnemer en tekenaar Harold Hill vermeld in zijn boek A Portfolio of Lunar Drawings (1991) een kleurverschijnsel omstreeks de krater Young in Vallis Rheita. A number of observers have claimed in the past that the inner slopes of the formation Young have a greenish, almost translucent cast or sheen when seen at the evening terminator.